# Cabanelas (Carballino)
Cabanelas (llamada oficialmente San Xoán de Cabanelas) es una parroquia y un lugar español del municipio de Carballino, en la provincia de Orense, Galicia.

## Toponimia
La parroquia también es conocida por el nombre de San Juan de Cabanelas.

## Organización territorial
La parroquia está formada por ocho entidades de población, constando una de ellas en el nomenclátor del Instituto Nacional de Estadística español:
- Cabanelas
- Cabo de Vila
- Cimadevila (Cima de Vila)
- Fondo de Vila
- Quintela
- Saborida
- Suasventanas
- Velvis (Belvís)

## Demografía
Gráfica demográfica del lugar y parroquia de Cabanelas según el INE español:
| Gráfica de evolución demográfica de Cabanelas entre 2000 y 2022 |
|                                                                 |
| Datos según el nomenclátor publicado por el INE.                |